# Seleção de Futebol da Matabelelândia
A Seleção de Futebol da Matabelelândia é a equipe que representa a Matabelelândia, uma região situada no oeste do Zimbabwe. Eles não são afiliados à FIFA ou à CAF e, portanto, não podem competir pela Copa do Mundo ou pela Copa Africana de Nações. A equipe é afiliada à Confederação de Futebol de Associações Independentes (ConIFA).

## História
A equipe é dirigida pela Confederação de Futebol da Matabelelândia, que é administrada pela Coalizão Save Matabeleland. A Confederação de Futebol da Matabelelândia é uma associação independente de futebol que promove o futebol na Matabelelândia. A Confederação está aberta a todos os clubes e associações de futebol na Matabelelândia desde que assinem a Constituição da MFC. Seus objetivos são desenvolvimento através do esporte, futebol para o desenvolvimento da comunidade de direitos humanos, cuidar da carreira e exposição. A Confederação foi fundada em 2016 por Busani Sibindi, que é seu presidente. O diretor técnico que também é co-fundador é Busani Khanye.
A equipe estava originalmente programada para jogar seu primeiro amistoso oficial contra Darfur em 10 de dezembro de 2017, no entanto, problemas de viagem levaram ao cancelamento do jogo. Porém, devido aos resultados em jogos não oficiais contra clubes, a seleção ainda conseguiu pontos suficientes para se classificar para a Copa do Mundo ConIFA de 2018, em Londres.

## Participação na Copa do Mundo ConIFA
A Matabelelândia jogou nas Eliminatórias da Copa do Mundo ConIFA de 2018. Participou em seu primeiro grande torneio, a Copa do Mundo ConIFA que foi realizada em Londres de 31 de maio a 10 de junho de 2018. Como parte da promoção do torneio, a patrocinadora Paddy Power lançou uma competição para projetar o kit que Matabeleland vai usar durante a competição. Com o técnico inglês Justin Walley no comando, foi anunciado anteriormente que o ex-jogador do Liverpool, Bruce Grobbelaar, trabalharia como treinador de goleiros, enquanto o Halifax Town e o atual internacional do Zimbábue, Cliff Moyo, apareceriam para o time. No entanto, quando o esquadrão final foi anunciado, Moyo não apareceu.
No torneio, a Matabelelândia passou por testes no primeiro jogo, perdendo por 6 a 1 para a Padânia, enquanto Thabiso Ndlela marcou seu primeiro gol. Uma vitória no último jogo sobre Tuvalu resultou em uma vitória recorde de 3 a 1 com Shylock Ndlovu marcando um contra-ataque, colocando-os contra a região da Argélia, Cabília, na primeira rodada. Apesar de um forte desempenho, o time da Matabelelândia perdeu por 4–3 nos pênaltis. No entanto, impulsionado pelo aparecimento da lenda zimbabweana Bruce Grobbelaar, duas vitórias seguidas de 1-0 contra o Arquipélago de Chagos (substituindo a expulsa Ilha de Man) e o Tamil Eelam fizeram com que a equipe africana terminasse em 13º no ranking geral do torneio.
No final do torneio, o treinador inglês Justin Walley deixou o cargo de treinador, enquanto a MFC anunciava a formação de uma equipe feminina e participação na Copa dos Direitos Humanos de 2018.